# Hemmerde genannt Veleko

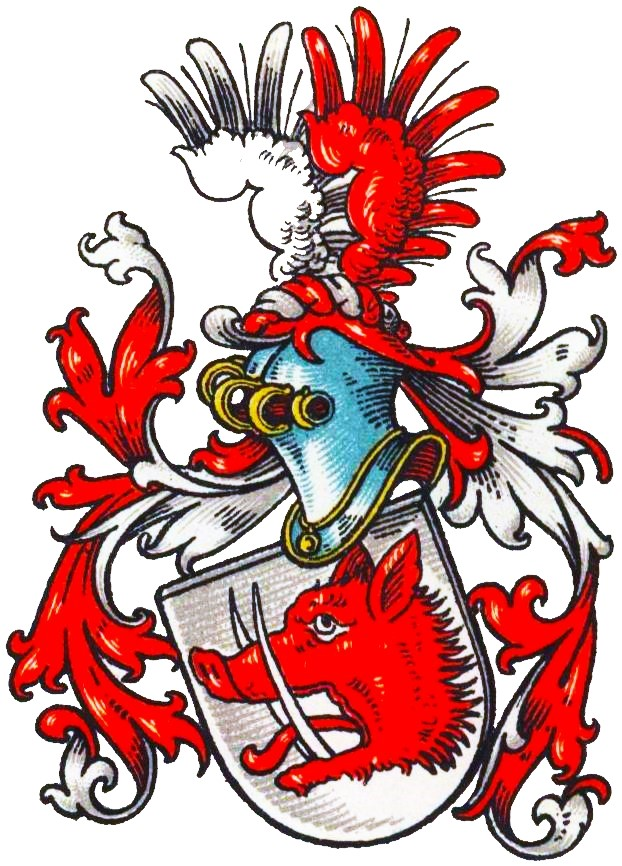
Wappen derer von Hemmerde genannt Veleko im Wappenbuch des Westfälischen Adels

Hemmerde genannt Veleko (auch Hemerde genannt Veleko o. ä.) ist der Name eines erloschenen westfälischen Adelsgeschlechts.
Die Familie ist von dem ebenfalls westfälischen, aber wappenverschiedenen Adelsgeschlecht Hemmerde (genannt Drenhusen) zu unterscheiden.

## Geschichte
Ob das Geschlecht aus Hemmerde, heute ein Stadtteil von Unna, stammt, ist nicht sicher. Der Genanntname stammt von Haus Veleko, das 1390 als Vilekauwe und 1393 als Veelkoen huys erscheint.
Als Teil der Großen Dortmunder Fehde raubten Reiter der Stadt Dortmund am 21. November 1388 bei Velekosen hues Vieh für 20 Gulden. Am 31. Juli 1389 verbündeten sich Engelbert von Hemerde genannt Veleko und sein Sohn Dietrich mit der Stadt Dortmund gegen den Kölner Erzbischof Friedrich III. von Saarwerden. Kurz darauf, am 2. August 1389, überfiel Rotger Veleko aus Dortmund mit seinen Knechten den Rudolf Rogge und nahm ihn samt seinem Knecht, zwei Bauern und drei Pferden, die 70 Goldgulden wert waren, gefangen, nebst einem Wagen mit vier Pferden, auf dem fünf fette Schweine und ein Fass Bier geladen waren, zusammen ein Wert von 36 Gulden. Offenbar wechselten Engelbert und Dietrich die Seiten, denn später sammelte der Erzbischof von Köln auf Haus Vilekauwe offenbar Geld von Unterstützern ein, etwa von Ludekin Keuen aus Unna (50 Gulden) und Dietrich von Schwansbell (150 Gulden). Daraufhin nahm die Stadt Dortmund Engelbert, Dietrich und ihre Gesellen auf Haus Vilekauwe gefangen und nahm Engelbert sein Haus ab. Am 27. Januar 1390, d. h. zwei Monate nach Beilegung der Dortmunder Fehde, bescheinigten Engelbert und Dietrich dem Erzbischof von Köln, dass dieser nicht ihr Hauptherr war und für ihre und ihrer Gesellen Schäden nicht aufzukommen habe. Der Erzbischof habe bereits alle Kosten und Schäden der Vergangenheit, für die er, der Erzbischof, haftbar gemacht werden könne, entgolten. Man sei quitt.
Jahre später muss es zu neuen Verwicklungen gekommen sein. Am 26. Mai 1408 vereinbarten der Kölner Erzbischof und Adolf II., Graf von Kleve und von der Mark, dass der Graf veranlassen solle, dass Velekoe die Fehde gegen den Erzbischof unverzüglich beendet und den Schaden innerhalb von 14 Tagen wieder gutmacht. Andernfalls solle der Graf auf Verlangen des Erzbischofs Velekoes Feind werden und dem Erzbischof gegen ihn helfen. Aber noch an Weihnachten im Dezember 1408 raubte Dietrich von Hemmerde genannt Veleko (Velkoy) mit acht Pferden vor Menden Kühe und verkaufte sie für 20 Gulden, offenbar im Einvernehmen mit der Stadt Dortmund und gegen den Erzbischof von Köln. Im Januar 1409 bat der Mendener Amtmann zweimal den Bürgermeister und den Rat der Stadt Dortmund, ihm auf seiner anstehenden Reise nach Dortmund Sicherheit u. a. vor Dietrich von Hemmerde genannt Veleko und seinen Helfern und Knechten zu garantieren. 1413 schließlich quittierte Dietrich von Hemmerde genannt Villekoe zusammen mit anderen dem Erzbischof von Köln den Empfang von 600 Gulden wegen Schäden, Kosten, Verlusten, Ausgaben und Diensten aus dem Paderbornischen Krieg.
Bitter van Hemmerde genannt Veleko und seine Ehefrau Alike, die das Gut Grevinchof nebst Zubehör, ausgenommen das halbe Grevincholz nächst Nordbönen und sieben Stück Land hinter dem Merschhof, gekauft haben, räumten 1434 einem der Verkäufer und seinen Erben ein Rückkaufsrecht nach zwölf Jahren ein. 1437 war Bitter von Hemmerde genannt Veleko Bürgermeister der Stadt Hamm. 1470 war Bitter von Hemerde genannt Veelekoe verstorben. Das Gut und der Hof Grevinchof im Kirchspiel Bönen fielen als Erbe an Ydel Walrave, der von Herzog Johann von Kleve als Graf von der Mark in jenem Jahr einen Lehnbrief erhielt.
Ruter von Hemmerde genannt Veleko war 1439 Bürger zu Hamm.
1447 war Elisabeth von Hemmerde genannt Veleko († 16. Juli 1479), Äbtissin des Klosters Kentrup in Hamm. 1453 erhielten dieselbe Elisabeth von Hemmerde genannt Veleko, Äbtissin des Klosters Kentrup in Hamm, und der dortige Konvent die Ketelhove zu Gropen-Vreysich im Kirchspiel Rhynern. Grete von Hemerde genannt Vylkoe war 1483 Kornmeisterin des Stifts Fröndenberg.

## Wappen
Blasonierung: In Silber ein roter Eberkopf. Auf dem rot-silbern bewulsteten Helm mit Flug, der rechte Flügel silbern, der linke rot.